# Pablo Herrera Barrantes
Pablo Roberto Herrera Barrantes (Vázquez de Coronado, 14 de febrero de 1987) es un futbolista costarricense que juega como lateral izquierdo y lateral derecho en el Puntarenas Fútbol Club de la Primera División de Costa Rica .

## Carrera deportiva

### Clubes
La carrera futbolística principal de Pablo Herrera se inició en el año 2008 con el equipo de Liga Deportiva Alajuelense de la Primera División de Costa Rica.
En agosto de 2009 se incorporó al Aalesunds FK de la Tippeligaen de Noruega, equipo del que fue dado de baja en la temperada del 2011 debido a una lesión persistente en la rodilla izquierda, la cual le imposibilitó continuar con regularidad en el fútbol profesional por varios meses.
Después de su recuperación, en el año 2012 regresó al fútbol para jugar con el C. S. Uruguay de Coronado, para las temporadas 2012-2013. Su llegada al conjunto lechero significó un cambio de posición en el terreno de juego, pasando de ser lateral defensivo a ser un extremo ofensivo. Con este club marcó tres goles.
En 2013, fue contratado por el Club Sport Cartaginés para los torneos cortos del 2013-2014. Luego de haber desempeñado una posición más adelantada en su antiguo club, con el conjunto brumoso ha seguido su juego como extremo ofensivo; inclusive algunas veces ha jugado como delantero '9', de ahí el número que lleva en su camiseta actualmente (#9). Con este equipo participó en la Concacaf Liga Campeones del 2013, anotando tres goles en su debut ante el Isidro Metapán de El Salvador en el Estadio Cuscatlán, siendo el primer jugador de esa institución en lograr un triplete en un encuentro de carácter internacional. En 2021 fue fichado por el municipal Grecia.

### Selección nacional
A nivel juvenil, Herrera jugó en la Copa Mundial de Fútbol Sub-20 de 2007 en Canadá, donde estuvo en los tres encuentros disputados.
Herrera fue parte del equipo de la Selección de Costa Rica para la eliminatoria rumbo al Mundial de Sudáfrica 2010. Su debut fue en un amistoso contra Perú el 22 de agosto de 2007. Él anotó su primer gol en una eliminatoria contra Estados Unidos el 3 de junio de 2009

### Goles con selección nacional
| Gol | Fecha                | Sede                                                   | Oponente             | Marcador | Resultado | Competencia               |
| --- | -------------------- | ------------------------------------------------------ | -------------------- | -------- | --------- | ------------------------- |
| 1.  | 25 de enero de 2009  | Estadio Nacional, Tegucigalpa, Honduras                | Guatemala            | 1 - 2    | 1 - 3     | Copa Centroamericana 2009 |
| 2.  | 4 de junio de 2009   | Estadio Ricardo Saprissa Aymá, San José, Costa Rica    | Estados Unidos       | 3 - 1    | 3 - 1     | Eliminatoria 2010         |
| 3.  | 19 de julio de 2009  | AT&T Stadium, Arlington, Estados Unidos                | Guadalupe            | 1 - 5    | 1 - 5     | Copa Oro 2009             |
| 4.  | 14 de agosto de 2013 | Estadio Quisqueya, Santo Domingo, República Dominicana | República Dominicana | 0 - 3    | 0 - 4     | Amistoso                  |

## Clubes
| Club                    | País       | Año                |
| ----------------------- | ---------- | ------------------ |
| L.D Alajuelense         | Costa Rica | 2006 - 2009        |
| Aalesunds FK            | Noruega    | 2009 - 2011        |
| Uruguay de Coronado     | Costa Rica | 2012 - 2013        |
| C.S Cartaginés          | Costa Rica | 2013 - 2015        |
| Uruguay de Coronado     | Costa Rica | 2015               |
| UCR                     | Costa Rica | 2016               |
| Municipal Pérez Zeledón | Costa Rica | 2016 - 2017        |
| Marineros de Puntarenas | Costa Rica | 2020               |
| Municipal Grecia        | Costa Rica | 2021               |
| Uruguay de Coronado     | Costa Rica | 2023               |
| Marineros de Puntarenas | Costa Rica | 2023               |
| Puntarenas Fútbol Club  | Costa Rica | 2023 - actualmente |

## Participaciones en torneos internacionales

### Copas del Mundo
| Mundial                     | Sede   | Resultado     |
| --------------------------- | ------ | ------------- |
| Copa Mundial Sub-20 de 2007 | Canadá | Primera ronda |

### Concacaf Liga Campeones
| Competición             | Club                  | Sede     | Año  |
| ----------------------- | --------------------- | -------- | ---- |
| Concacaf Liga Campeones | Club Sport Cartaginés | Concacaf | 2013 |